# Pànskoie
Pànskoie (en rus: Панское) és un poble de l'óblast de Tambov, a Rússia, segons el cens del 2010 tenia 1.027 habitants.